# クレフェルト競馬場
クレフェルト競馬場（くれふぇるとけいばじょう）は、ドイツのノルトライン＝ヴェストファーレン州のクレーフェルトにある、平地競走を開催する競馬場。クレーフェルト競馬場とも表記される場合がある。

## 歴史
1913年に最初の競走を開催。
2013年にクレーフェルト競馬100周年のイベントを開催。

## コース
1周約1,800メートル、芝コース、右回り。

## 主な競走
- Dr. Busch-Memorial (G3)
- Herzog von Ratibor-Rennen (G3)